# Vilhjálmur Þórmundur Vilhjálmsson
Vilhjálmur Þórmundur Vilhjálmsson (26. dubna 1946, Reykjavík) je islandský politik a advokát. Od 13. června 2006 do 16. října 2007 byl starostou Reykjavíku. Předtím, než zastával tento post, na nějž kandidoval za Stranu nezávislosti, byl členem reykjavíkské městské rady.

## 20. století
V roce 1968 vystudoval obchodní akademii Verzlunarskóli Íslands, v roce 1974 získal titul z oboru práv na Islandské univerzitě. Byl dlouhodobě aktivní ve Straně nezávislosti: v letech 1965 až 1967 vedl Heimdallur, reykjavíkskou sekci Samband ungra sjálfstæðismanna (SUS), mládežnické organizace Strany nezávislosti. Mezi roky 1971 a 1977 zasedal v radě pro samotnou SUS, od roku 1973 pak jako její viceprezident.
V roce 1982 se stal členem městské rady v Reykjavíku.

## 21. století
V říjnu 2007 se členové reykjavické městské rady dohodli na tom, že veřejná elektrárenská společnost Reykjavík Energy by měla privatizovat svoji dceřinou Reykjavík Energy Invest investiční společnosti Geysir Green Energy; neshodli se ale způsobu a načasování prodeje. Spor vedl k rozpadu koalice Strany nezávislosti a Pokrokové strany poté, co Björn Ingi Hrafnsson, představitel Pokrokové strany v radě, utvořil novou koalici se Sociálně demokratickou aliancí, Levo-zeleným hnutím a Liberální stranou. Tím se Strana nezávislosti ocitla v opozici a místo Vilhjálmura se starostou stal Dagur Bergþóruson Eggertsson ze Sociálně demokratické aliance.
Vilhjálmur byl později výkonným ředitelem a předsedou v Eir, společnosti, jež spravuje domov a apartmány pro seniory v Reykjavíku. Na podzim 2012 ale z Eir odešel odstoupil poté, co se společnost dostala na pokraj bankrotu.